# Very High Speed Integrated Circuit
Very High Speed Integrated Circuit (Circuito Integrado de Muy Alta Velocidad, del inglés) es, como su propio nombre indica, un circuito integrado de muy alta velocidad, un tipo de circuito de lógica digital.
Su abreviatura fue acuñada por el departamento de la defensa de los EE. UU. en los años 1980, en un proyecto que esa condujo al desarrollo del lenguaje de VHDL. Los términos Very-Large-Scale Integration (VLSI) y Application-Specific Integrated Circuit (ASIC) se utilizan más comúnmente.
- Datos: Q1143384